# Стадион Карла Либкнехта
Стадион имени Карла Либкнехта — футбольный стадион, расположенный в городе Потсдам, Германия. Является домашней ареной для мужского клуба «Бабельсберг 03» и для женского клуба «Турбине». Вмещает до 10 787 зрителей, из них 2003 сидячих и 8784 стоячих мест.

## История
Стадион был открыт 10 июля 1976 года матчем между клубом «Мотор Бабельсберг» и Олимпийской сборной ГДР.
В 1977 году за матчем сборной ГДР и сборной Мальты наблюдали 15 000 зрителей — именно столько первоначально вмещал стадион. Это является рекордом посещаемости для этой арены.
В 2001-2002 и 2010-2011 годах стадион проходил реконструкцию.